# Samantha Smith (tennisster)
Samantha Smith (Epping (Essex), 27 november 1971) is een voormalig tennisspeelster uit het Verenigd Koninkrijk. Smith begon met tennis toen zij tien jaar oud was. Zij speelt rechtshandig. Smith was in 1989 de beste jeugdspeelster van het Verenigd Koninkrijk. Zij was actief in het internationale tennis van 1988 tot en met 2000. In 1997 was zij nationaal kampioen in het VK.

## Loopbaan

### Enkelspel
Smith debuteerde in april 1988 op het "Queens 2"-toernooi in het Verenigd Koninkrijk – zij bereikte er de halve finale. Zij stond in 1989 voor het eerst in een finale, op het ITF-toernooi van Sutton (VK) – zij verloor van de Japanse Kimiko Date. In 1995 veroverde Smith haar eerste titel, op het ITF-toernooi van Nottingham (VK), door landgenote Abigail Tordoff te verslaan. In totaal won zij drie ITF-titels, de laatste in 2000 in Frinton-on-Sea (VK).
In 1989 had Smith haar grandslamdebuut op Wimbledon, waar zij met een wildcard was toegelaten. In 1990 kwalificeerde zij zich voor het eerst voor een WTA-hoofdtoernooi, op het toernooi van Oklahoma. Haar beste resultaat op de WTA-toernooien is het bereiken van de kwartfinale, eenmaal op het WTA-toernooi van Athene in 1990 en andermaal op het WTA-toernooi van São Paulo in 1990. In 1992 vertegenwoordigde zij haar land op de Olympische Spelen in Barcelona.
Haar beste resultaat op de grandslamtoernooien is het bereiken van de vierde ronde, op Wimbledon 1998 – daarbij versloeg zij de Spaanse Conchita Martínez, winnares van Wimbledon 1994. Haar hoogste notering op de WTA-ranglijst is de 55e plaats, die zij bereikte in februari 1999.

### Dubbelspel
Smith was in het dubbelspel minder actief dan in het enkelspel. Zij debuteerde in 1988 op het ITF-toernooi van Sezze (Italië), met landgenote Alison Hill aan haar zijde. Zij stond in 1990 voor het eerst in een finale, op het ITF-toernooi van Brasilia (Brazilië), geflankeerd door de Deense Sofie Albinus – hier veroverde zij haar eerste titel, door het Braziliaanse duo Luciana Tella en Andrea Vieira te verslaan. In totaal won zij vijf ITF-titels, de laatste in 1999 in Midland (VS).
In 1988 speelde Smith voor het eerst op een WTA-hoofdtoernooi, op het toernooi van Brighton, samen met de Amerikaanse Andrea Leand. Haar beste resultaat op de WTA-toernooien is het bereiken van de halve finale, op het European Open in Zwitserland in 1990, aan de zijde van de Nederlandse Hellas ter Riet. Een maand later had Smith haar grandslamdebuut op Wimbledon, terug met de Nederlandse.
Haar hoogste notering op de WTA-ranglijst is de 126e plaats, die zij bereikte in juni 1990.

### Tennis in teamverband
In de periode 1996–1999 maakte Smith deel uit van het Britse Fed Cup-team – zij vergaarde daar een winst/verlies-balans van 10–5.

## Persoonlijk
In de periode 1992–1995 nam Smith een pauze van het professioneel tennis. In deze drie jaar studeerde zij geschiedenis aan de Universiteit van Exeter, wat zij met een diploma kon afsluiten.
Een enkelblessure, waaraan zij tweemaal werd geopereerd, en waarvoor zij vier maanden in het gips heeft gelopen, heeft Smith er ten slotte toe gebracht om definitief te stoppen met het beroepstennis. Sindsdien is zij een van de vaste tenniscommentatoren van de BBC.

## Posities op deWTA-ranglijst
Positie per einde seizoen:
| jaar | rang enkelspel | rang dubbelspel |
| ---- | -------------- | --------------- |
| 1988 | 278            | 493             |
| 1989 | 274            | 470             |
| 1990 | 124            | 160             |
| 1991 | 120            | 178             |
|      |                |                 |
| 1995 | 363            | –               |
| 1996 | 141            | 172             |
| 1997 | 126            | 316             |
| 1998 | 65             | 216             |
| 1999 | 240            | 243             |
| 2000 | 291            | 363             |

## Palmares

### Gewonnen ITF-toernooien enkelspel
| nr. | finale     | toernooi       | dotatie  | ondergrond    | tegenstandster in finale | score    |
| --- | ---------- | -------------- | -------- | ------------- | ------------------------ | -------- |
| 1.  | 1995-10-08 | Nottingham     | $ 10.000 | hardcourt (i) | Abigail Tordoff          | 6-4, 6-2 |
| 2.  | 1999-02-14 | Rockford       | $ 25.000 | hardcourt (i) | Mirka Vavrinec           | 6-4, 6-4 |
| 3.  | 2000-07-23 | Frinton-on-Sea | $ 10.000 | gras          | Helen Crook              | 6-3, 6-0 |

### Gewonnen ITF-toernooien dubbelspel
| nr. | finale     | toernooi       | dotatie  | ondergrond    | partner           | tegenstandsters in finale      | score         |
| --- | ---------- | -------------- | -------- | ------------- | ----------------- | ------------------------------ | ------------- |
| 1.  | 1990-08-19 | Brasilia       | $ 25.000 | gravel        | Sofie Albinus     | Luciana Tella Andrea Vieira    | 7-6, 4-6, 6-3 |
| 2.  | 1991-02-17 | Key Biscayne   | $ 25.000 | hardcourt     | Penny Barg        | Rene Simpson Hellas ter Riet   | 7-5, 6-2      |
| 3.  | 1995-10-01 | Telford        | $ 10.000 | hardcourt (i) | Jane Wood         | Kaye Hand Anna-Karin Svensson  | 4-6, 7-6, 6-3 |
| 4.  | 1998-08-02 | Salt Lake City | $ 25.000 | hardcourt     | Mariaan de Swardt | Liezel Horn Karin Kschwendt    | 6-2, 6-2      |
| 5.  | 1999-02-21 | Midland        | $ 25.000 | hardcourt (i) | Liezel Horn       | Kirstin Freye Sonya Jeyaseelan | 7-6, 0-6, 7-5 |

## Resultaten grandslamtoernooien
| Legenda | Legenda                          |
| ------- | -------------------------------- |
| g.t.    | geen toernooi gehouden           |
| l.c.    | lagere categorie                 |
| –       | niet deelgenomen                 |
| G       | uitgeschakeld in de groepsfase   |
| 1R      | uitgeschakeld in de eerste ronde |
| 2R      | uitgeschakeld in de tweede ronde |
| 3R      | uitgeschakeld in de derde ronde  |
| 4R      | uitgeschakeld in de vierde ronde |
| KF      | uitgeschakeld in de kwartfinale  |
| HF      | uitgeschakeld in de halve finale |
| F       | de finale verloren               |
| W       | het toernooi gewonnen            |
| w-v     | winst/verlies-balans             |

### Enkelspel
| toernooi        | 1989 | 1990 | 1991 | 1992 |    | 1996 | 1997 | 1998 | 1999 | 2000 |
| --------------- | ---- | ---- | ---- | ---- | -- | ---- | ---- | ---- | ---- | ---- |
| Australian Open | –    | –    | –    | 1R   | –  | –    | –    | 2R   | –    |      |
| Roland Garros   | –    | –    | 1R   | –    | –  | –    | –    | 1R   | –    |      |
| Wimbledon       | 1R   | 1R   | 1R   | –    | 1R | 1R   | 4R   | 1R   | 1R   |      |
| US Open         | –    | –    | –    | –    | –  | 2R   | 1R   | –    | –    |      |

### Vrouwendubbelspel
| toernooi        | 1990 | 1991 | 1992 |    | 1996 | 1997 | 1998 | 1999 | 2000 |
| --------------- | ---- | ---- | ---- | -- | ---- | ---- | ---- | ---- | ---- |
| Australian Open | –    | –    | 1R   | –  | –    | 1R   | –    | –    |      |
| Roland Garros   | –    | 1R   | –    | –  | –    | –    | –    | –    |      |
| Wimbledon       | 1R   | 2R   | –    | 1R | 1R   | 1R   | 1R   | 1R   |      |
| US Open         | 1R   | –    | –    | –  | –    | –    | –    | –    |      |

### Gemengd dubbelspel
| Australian Open | –  | –  | –  | –  |
| Roland Garros   | –  | –  | –  | –  |
| Wimbledon       | 1R | 1R | 1R | 2R |
| US Open         | –  | –  | –  | –  |